# Chesterland (Ohio)
Chesterland es un lugar designado por el censo ubicado en el condado de Geauga en el estado estadounidense de Ohio. En el Censo de 2010 tenía una población de 2521 habitantes y una densidad poblacional de 221,67 personas por km².

## Geografía
Chesterland se encuentra ubicado en las coordenadas 41°31′11″N 81°20′12″O / 41.51972, -81.33667. Según la Oficina del Censo de los Estados Unidos, Chesterland tiene una superficie total de 11.37 km², de la cual 11.34 km² corresponden a tierra firme y (0.32%) 0.04 km² es agua.

## Demografía
Según el censo de 2010, había 2521 personas residiendo en Chesterland. La densidad de población era de 221,67 hab./km². De los 2521 habitantes, Chesterland estaba compuesto por el 97.58% blancos, el 0.87% eran afroamericanos, el 0.04% eran amerindios, el 0.4% eran asiáticos, el 0% eran isleños del Pacífico, el 0.12% eran de otras razas y el 0.99% pertenecían a dos o más razas. Del total de la población el 2.42% eran hispanos o latinos de cualquier raza.